# Erisgeir
Erisgeir är en ö i Storbritannien.   Den ligger i kommunen Argyll and Bute och riksdelen Skottland, i den nordvästra delen av landet, 700 km nordväst om huvudstaden London.